# テイラー郡 (ケンタッキー州)
テイラー郡（英: Taylor County）は、アメリカ合衆国ケンタッキー州の中央部に位置する郡である。2010年国勢調査での人口は24,512人であり、2000年の22,927人から6.9%増加した。郡庁所在地はキャンベルズビル市（人口9,108人）であり、同郡で人口最大の都市でもある。テイラー郡は1848年に設立され、郡名は、当時アメリカ合衆国大統領選挙に出馬して当選した米墨戦争の英雄ザカリー・テイラー（在任1849年-1850年）に因んで名付けられた。テイラー郡は「モイスト郡」に分類される。基本的にアルコール飲料の販売が禁止されている「ドライ郡」（禁酒郡）だが、選別されたレストランでの販売が認められている。
テイラー郡はその全体でキャンベルズビル小都市圏を構成している。現在のケンタッキー州議会下院には、共和党で教育者のジョン・"バム"・カーニーを送り出している。カーニーは、2009年に同じく共和党員でキャンベルズビル大学演劇学准教授のラス・モブリーの後を継いだ。

## 地理
アメリカ合衆国国勢調査局に拠れば、郡域全面積は277.05平方マイル (717.6 km2)であり、このうち陸地269.83平方マイル (698.9 km2)、水域は7.22平方マイル (18.7 km2)で水域率は2.61%である。

### 隣接する郡
- マリオン郡 - 北
- ケーシー郡 - 東
- アデア郡 - 南東
- グリーン郡 - 南、西
- ラルー郡 - 北西

## 人口動態
以下は2000年国勢調査による人口統計データである。
| 基礎データ - 人口: 22,927人 - 世帯数: 9,233 世帯 - 家族数: 6,555 家族 - 人口密度: 33人/km2（85人/mi2） - 住居数: 10,180軒 - 住居密度: 15軒/km2（38軒/mi2） 人種別人口構成 - 白人: 93.62% - アフリカン・アメリカン: 5.06% - ネイティブ・アメリカン: 0.10% - アジア人: 0.18% - 太平洋諸島系: 0.02% - その他の人種: 0.32% - 混血: 0.70% - ヒスパニック・ラテン系: 0.82% 年齢別人口構成 - 18歳未満: 23.4% - 18-24歳: 10.4% - 25-44歳: 26.9% - 45-64歳: 24.1% - 65歳以上: 15.2% - 年齢の中央値: 38歳 - 性比（女性100人あたり男性の人口） - 総人口: 92.7 - 18歳以上: 88.7 | 世帯と家族（対世帯数） - 18歳未満の子供がいる: 30.9% - 結婚・同居している夫婦: 56.4% - 未婚・離婚・死別女性が世帯主: 11.5% - 非家族世帯: 29.0% - 単身世帯: 26.0% - 65歳以上の老人1人暮らし: 12.2% - 平均構成人数 - 世帯: 2.41人 - 家族: 2.89人 収入と家計 - 収入の中央値 - 世帯: 28,089米ドル - 家族: 33,854米ドル - 性別 - 男性: 26,633米ドル - 女性: 20,480米ドル - 人口1人あたり収入: 15,162米ドル - 貧困線以下 - 対人口: 17.5% - 対家族数: 14.2% - 18歳未満: 23.7% - 65歳以上: 18.3% |

## 都市と町
| - キャンベルズビル - 郡庁所在地 - アクトン - ベンガル - ブラックナット - エルクホーン - フィンリー | - ハッチャー - ホブソン - マンズビル - メリマック - サロマ - ユマ |